# 1982 en science-fiction
| Années de la science-fiction : 1979 - 1980 - 1981 - 1982 - 1983 - 1984 - 1985    |
| Décennies de la science-fiction : 1950 - 1960 - 1970 - 1980 - 1990 - 2000 - 2010 |

L'année 1982 a été marquée, en matière de science-fiction, par les événements suivants.

## Naissances et décès

### Naissances
- 10 novembre : Aliette de Bodard, écrivain américain.

Personnage de fiction
- Susan Calvin, robopsychologue, personnage créé par Isaac Asimov.

### Décès
- 2 mars : Philip K. Dick, écrivain américain, mort à 53 ans.

## Prix

### Prix Hugo
- Roman : Forteresse des étoiles (Downbelow Station) par C. J. Cherryh
- Roman court : Le Jeu de Saturne (The Saturn Game) par Poul Anderson
- Nouvelle longue : Les licornes sont contagieuses (Unicorn Variation) par Roger Zelazny
- Nouvelle courte : Passe le temps (The Pusher) par John Varley
- Livre non-fictif : Anatomie de l'horreur (Danse Macabre) par Stephen King
- Film ou série : Les Aventuriers de l'arche perdue, réalisé par Steven Spielberg
- Éditeur professionnel : Edward L. Ferman
- Artiste professionnel : Michael Whelan
- Magazine amateur : Locus, dirigé par Charles N. Brown
- Écrivain amateur : Richard E. Geis
- Artiste amateur : Victoria Poyser
- Prix Campbell : Alexis Gilliland
- Prix spécial : Mike Glyer pour avoir gardé les fans au cœur des publications de magazines amateurs

### Prix Nebula
- Roman : No Enemy But Time par Michael Bishop
- Roman court : Another Orphan par John Kessel
- Nouvelle longue : Les Veilleurs du feu (Fire Watch) par Connie Willis
- Nouvelle courte : Une lettre des Cleary (A Letter from the Clearys) par Connie Willis

### Prix Locus
- Roman de science-fiction : Le Pays multicolore et Les Conquérants du pliocène (The Many-Colored Land) par Julian May
- Roman de fantasy : La Griffe du demi-dieu (The Claw of the Conciliator) par Gene Wolfe
- Premier roman : Starship & Haiku par Somtow Sucharitkul
- Roman court : Champagne bleu (Blue Champagne) par John Varley
- Nouvelle longue : Gardiens (Guardians) par George R. R. Martin
- Nouvelle courte : Passe le temps (The Pusher) par John Varley
- Recueil de nouvelles d'un auteur unique : Les Rois des sables (Sandkings) par George R. R. Martin
- Anthologie : Shadows of Sanctuary par Robert Lynn Asprin, éd.
- Livre apparenté à la non fiction : Danse Macabre par Stephen King
- Magazine : The Magazine of Fantasy & Science Fiction
- Maison d'édition : Pocket/Timescape
- Artiste : Michael Whelan

### Prix British Science Fiction
- Roman : Le Printemps d'Helliconia (Helliconia Spring) par Brian Aldiss
- Fiction courte : Kitemaster par Keith Roberts

### Prix E. E. Smith Memorial
- Lauréat : Poul Anderson

### Prix Seiun
- Roman japonais : Kirikiri-jin par Hisashi Inoue

### Prix Apollo
- L'Idiot-roi (Symbiote's Crown) par Scott Baker

### Grand prix de l'Imaginaire
- Roman francophone : Le Silence de la cité par Élisabeth Vonarburg
- Nouvelle francophone : Gélatine par Jean-Pierre Hubert

### Graoully d'or
- Roman français : Sommeil de sang par Serge Brussolo
- Roman étranger : Salut l’Amérique ! (Hello America) par J. G. Ballard

### Prix Kurd-Laßwitz
- Roman germanophone : Le Dernier Jour de la Création (Der letzte Tag der Schöpfung) par Wolfgang Jeschke

## Parutions littéraires

### Anthologies et recueils de nouvelles
- Univers 1982, anthologie de seize nouvelles publiées entre 1977 et 1982.
- Le Livre d'or de la science-fiction : Michel Jeury.
- Le Livre d'or de la science-fiction : Fritz Leiber.

### Nouvelles
- L'Homme qui flottait dans le temps par Robert Silverberg.
- Gravé sur chrome par William Gibson.

## Sorties audiovisuelles

### Films
- Blade Runner par Ridley Scott.
- E.T. l'extra-terrestre par Steven Spielberg.
- Le Dernier Combat par Luc Besson.
- Y a-t-il enfin un pilote dans l'avion ? par Ken Finkleman.
- Star Trek 2 : La Colère de Khan par Nicholas Meyer.
- The Thing par John Carpenter.
- Tron par Steven Lisberger.

### Téléfilms
- La Troisième Guerre mondiale par David Greene et Boris Sagal.
- Le Voyageur imprudent par Pierre Tchernia.

## Sorties vidéoludiques
- The Cosmic Balance, Cytron Masters, Galactic Gladiators et S.E.U.I.S. par Strategic Simulations